# Villabaruz de Campos
Villabaruz de Campos est une commune de la province de Valladolid dans la communauté autonome de Castille-et-León en Espagne.

## Sites et patrimoine
L'édifice notable de la commune est l'église Nuestra Señora de la Calle.

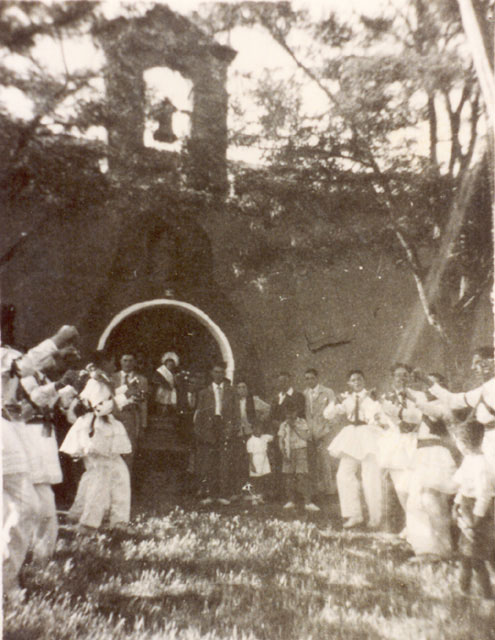
Danse locale devant la chapelle San Palayo. Fondation Joaquín Díaz.
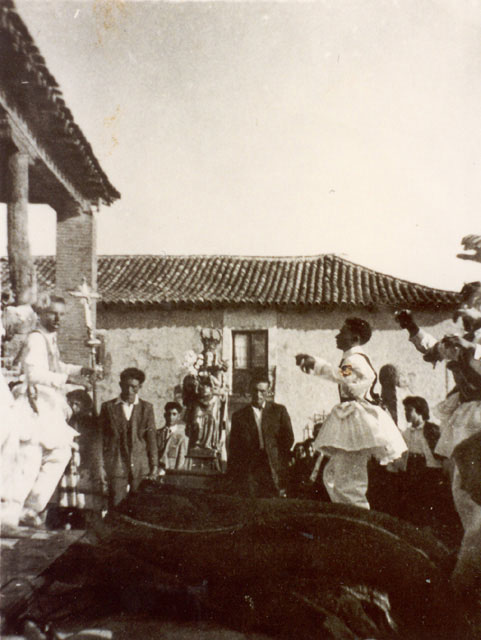
Danse locale. Fondation Joaquín Díaz.